# Otto Spiess
Pour les articles homonymes, voir Spiess.

En haut : Ingebrigt Johansson (à gauche), Jakob Nielsen, au milieu : Enrico Bompiani, en bas : Otto Spiess, au Congrès international des mathématiciens de Zurich en 1932.

Otto Spiess (né le 1er mars 1878 à Bâle ; mort le 14 février 1966 à Riehen) est un historien des mathématiques suisse, connu pour ses études sur Leonhard Euler et la famille Bernoulli.

## Biographie

### Origines et famille
Otto Spiess ou Otto Spieß naît le 1er mars 1878 à Bâle. Il est originaire de la même ville, de Riehen, dans le même canton, et de Bienne, dans le canton de Berne.  
Son père, Karl Otto Spiess, est ingénieur ; sa mère, née Maria Louise Faesch, est issue d'une vieille famille bâloise. Son grand-père paternel est le pédagogue du sport Adolf Spiess (de). Il est également le neveu paternel de l'historien et poète Wilhelm Spiess. 
Il reste célibataire sa vie durant et vit de sa naissance à sa mort avec ses deux frères cadets dans la maison familiale. 

### Études et parcours professionnel
Après avoir obtenu sa maturité gymnasiale, il adhère aux Zofingiens, dont il devient un pilier et où il retrouve notamment son camarade d'école, le musicologue Edgar Refardt (de), et côtoie Carl Gustav Jung. Il étudie à l'Université de Bâle, où il obtient un doctorat en 1901 sur les concepts de base du calcul itératif, et à l'université de Berlin de 1902 à 1903 (entre autres avec Hermann Amandus Schwarz, Friedrich Schottky, Ferdinand Georg Frobenius, Edmund Landau[réf. souhaitée]).   
Il obtient son habilitation à l'Université de Bâle au printemps 1904 et y enseigne alors comme privat-docent. Il est nommé professeur extraordinaire de mathématiques fin 1908 (période au cours de laquelle il compte notamment Helene Stähelin parmi ses étudiants en 1924), puis professeur ordinaire en 1938. Il enseigne parallèlement les mathématiques au gymnase de Bâle de 1907 à 1915.    

### Autres activités et mandats
Il siège à partir de 1913 à l'assemblée des délégués de la compagnie d'assurances Patria et la préside de 1954 à 1958.

### Mort
Après une première grave maladie à la fin de 1963, dont il se remet, il tombe à nouveau malade au début de l'année 1966 et meurt le 14 février, à l'âge de 87 ans, à l'hôpital de Riehen, dans le canton de Bâle-Ville, où il avait été admis quelques jours plus tôt.

## Apports à l'histoire des mathématiques
Spiess est surtout connu pour ses études sur Leonhard Euler, dont il écrit une biographie en 1929, et la famille Bernoulli de mathématiciens et de physiciens.  
Il découvre des documents d'archives importants sur Johann I Bernoulli, Johann II Bernoulli et Johann III Bernoulli à l'Académie royale des sciences de Suède à Stockholm et à la bibliothèque ducale de Gotha, en Allemagne. Il en négocie en 1935 et 1964 le rachat par la bibliothèque universitaire de Bâle. Ces documents constituent une source primordiale[réf. souhaitée] pour l'histoire des mathématiques aux XVIIe et XVIIIe siècles.  
Il s'attelle également à l'édition Bernoulli des œuvres rassemblées de la famille de mathématiciens Bernoulli, en commençant par la vaste correspondance de Johann I. Bernoulli (plus de 4 000 lettres), qui l'occupe pendant plus de vingt ans, de sorte que le premier volume n'est publié aux éditions Birkhäuser qu'en 1955. 
Il lègue toute sa fortune par testament en 1966 à une fondation à son nom pour soutenir la publication des œuvres des Bernoulli. La fondation est liquidée en 2011.

## Publications
- (de) « Carl Schoy und seine Schriften. † Dezember 1925. Ein Nachruf », Zeitschrift der Deutschen Morgenländischen Gesellschaft, vol. 80,‎ 1926, p. 319-327 (lire en ligne).
- (de) Leonhard Euler. Ein Beitrag zur Geistesgeschichte des 18. Jahrhunderts, Frauenfeld, Huber & Co., coll. « Die Schweiz im deutschen Geistesleben » (no 63-64), 1929, 228 p.[11].
- (de) Basel anno 1760 nach den Tagebüchern der ungarischen Grafen Joseph und Samuel Teleki, Bâle, Birkhäuser, 1936, VIII-179 p.
- (de) « Johann Bernoulli. Daniel Bernoulli », dans Eduard Fueter, Große Schweizer Forscher, Zurich, Atlantis-Verlag, 1939.
- (de) « Bernoulli. Basler Gelehrtenfamilie », dans Neue Deutsche Biographie (NDB), Berlin, Dunckler et Humblot, 1955 (lire en ligne), p. 128-131.

## Distinctions
Spiess est membre de l'Académie internationale d'histoire des sciences.
Il est conférencier invité[source secondaire souhaitée] au Congrès international des mathématiciens en 1936 à Oslo.